# Daisy Zamora
Daisy Zamora (Managua, 20 de junio de 1950) es una poeta nicaragüense. Su trabajo es conocido por su amplia temática que se basa en los detalles de la vida cotidiana al tiempo que abarca los derechos humanos, la política, la revolución, las cuestiones feministas, el arte, la historia y la cultura.

## Biografía
Fue criada en una familia liberal y políticamente activa. Asistió a escuelas de convento y estudió en la Universidad Centroamericana de Nicaragua, donde obtuvo una licenciatura en psicología. Obtuvo un diploma de postgrado de INCAE, una rama de la Universidad de Harvard en Centroamérica. También estudió en la Academia Dante Alighieri y en la Escuela Nacional de Bellas Artes. 
Participó en la lucha contra la dictadura de Somoza en la década de 1970 y se unió al Frente Sandinista de Liberación Nacional (FSLN) en 1973. Se exilió en Honduras, Panamá y Costa Rica. Durante la Revolución Sandinista de Nicaragua, fue combatiente del FSLN (Frente Sandinista de Liberación Nacional), se convirtió en la locutora y directora de programación de Radio Sandino durante la última ofensiva sandinista de 1979, luego del triunfo de la revolución, fue nombrada viceministra de cultura para el nuevo gobierno.
Como viceministra de Cultura trabajó con su compañero el poeta y mentor Ernesto Cardenal, ministro de Cultura, para crear e implementar numerosos programas que revitalizaron con éxito la vida cultural dañada por la guerra en Nicaragua, incluido un popular programa nacional de alfabetización que llevó libros y lectura, poesía y artes visuales, incluso a las zonas más remotas del país.
Activista política y defensora de los derechos de la mujer a lo largo de su vida, durante los últimos años ha sido profesora de literatura y cultura latinoamericana para el Departamento de Estudios Latinoamericanos y Latinos en la Universidad de California, Santa Cruz, la Universidad de San Francisco, y actualmente en la Universidad Estatal de San Francisco. También se ha desempeñado como miembro del jurado del Premio Internacional de Poesía Neustatd con sede en los Estados Unidos. 
Tiene tres hijos y reside en Managua y San Francisco, donde vive con su esposo, el poeta y escritor estadounidense George Evans.

## Obra
Autora de numerosos libros de poesía en español, así como una colección de ensayos políticos, también editó la primera antología completa de poetas nicaragüenses publicadas en América Latina. Su colección de poesía, La violenta espuma, fue publicada en Madrid por la editorial española de poesía Visor a finales de diciembre de 2017. También apareció en el galardonado documental de la directora Jenny Murray, ¡Las sandinistas!, presentado en PBS. 
Entre sus libros de poesía en inglés, The Violent Foam: New & Selected Poems, una colección bilingüe, fue publicada por Curbstone Press. Life for Each, fue publicado en Inglaterra por Katabasis en 1994; una colección anterior, Riverbed of Memory, fue publicada por City Lights Books en 1992, y Clean Slate por Curbstone Press en 1993. 
En 2017 presentó la antología poética Cómo te ve tu hombre. Diccionario de bolsillo para mujeres, realizado por 400 Elefantes.
Entre sus obras publicadas:
- Hacia una política cultural de la revolución popular sandinista. Managua: Ministerio de Cultura. 1982. OCLC 490968171. En coautoría con Julio Valle-Castillo
- En limpio se escribe la vida. Managua: Nueva Nicaragua. 1988. OCLC 318227238.
- La mujer nicaragüense en la poesía: antología. Managua: Editorial Nueva Nicaragua. 1992. OCLC 318226468.
- Riverbed of memory. San Francisco: City Lights Books. 1993. ISBN 9780872862739. OCLC 502427324. Poemas del libro En limpio se escribe la vida traducidos por Barbara Paschke.
- A cada quién la vida: 1989-1993. Managua: Vanguardia. 1994. OCLC 468397924.
- Life for each. Londres: Katabasis. 1994. ISBN 9780904872224. OCLC 32286981. Edición bilingüe de poemas traducidos por Dinah Livingstone.
- The violent foam: new and selected poems. Willimantic (Connecticut): Curbstone Press. 2002. ISBN 9781880684887. OCLC 1042098037. Poemas en español traducidos lado a lado al inglés por George Evans. Versión bilingüe de Violenta Espuma.
- Fiel al corazón: poemas de amor. Managua: Ed. centroamericanas Anamá. 2005. OCLC 470179787.
- El autor y su obra: "poesía y vida". Managua: Ediciones Festival Internacional de Poesía de Granada. 2013. ISBN 9789996489662. OCLC 906700158.
- Tertulia literaria. Managua: Ediciones Festival Internacional de Poesía de Granada. 2017. ISBN 9789996447129. OCLC 1030147053.
- Cómo te ve tu hombre: (diccionario de bolsillo para mujeres). 400 Elefantes. 2017. ISBN 9789996444098. OCLC 1022562647.

## Premios y reconocimientos
Al comienzo de su carrera, recibió el prestigioso Premio Nacional de Poesía Mariano Fiallos Gil de Nicaragua. Fue honrada por el Centro de Escritores de Nicaragua por sus valiosas contribuciones a la literatura nicaragüense, y nombrada Escritora del Año por la Asociación Nacional de Artistas de Nicaragua. En los Estados Unidos, recibió una beca del Consejo de Artes de California para poesía. En 2023 ganó el Premio Casa de América de Poesía Americana.

## https://oac.cdlib.org/findaid/ark:/13030/c8t15bh2/entire_text/
- http://www.daisyzamora.net/ Archivado el 7 de marzo de 2022 en Wayback Machine.
- http://www.pbs.org/wgbh/poetryeverywhere/zamora.html
- https://repositories.lib.utexas.edu/handle/2152/ETD-UT-2010-08-1858
- https://global.oup.com/academic/product/the-oxford-book-of-latin-american-poetry-9780195124545?cc=us&lang=en&#
- https://books.google.com/books?id=lblcBR7uDoYC&printsec=frontcover#v=onepage&q&f=false
- https://www.youtube.com/watch?v=DGMqZWv8-zI
- https://www.youtube.com/watch?v=6wTmdBjawEY
- https://mellenpress.com/book/New-Concept-of-Art-and-Popular-Culture-in-Nicaragua-Since-the-Revolution-in-1979-an-Analytical-Essay-and-Compendium-of-185-Illustrations/3206/
- Curbstone Author Page
- Daizy Zamora en MarcaAcme.com

- Datos: Q5209787